# Décret présidentiel 14187
Lire en ligne

Page sur le site de la Maison Blanche

Texte sur Wikisource

Le décret présidentiel 14187, intitulé Protéger les enfants des mutilations chimiques et chirurgicales (en anglais Protecting Children from Chemical and Surgical Mutilation), est un executive order signé par Donald Trump le 28 janvier 2025. Ce décret exécutif prévoit des mesures « pour mettre fin aux traitements médicaux d'affirmation de genre pour les enfants et les adolescents de moins de 19 ans, en ordonnant aux agences de prendre diverses mesures pour empêcher les chirurgies, les thérapies hormonales et d'autres traitements ».
L’intention déclarée du décret exécutif est de protéger les enfants mineurs des traitements médicaux dangereux et mal informés tels que les traitements hormonaux, les mutilations génitales, la stérilisation et d’autres affirmations de genre. Le décret affirme qu'il est du devoir des États-Unis envers ses citoyens de protéger les jeunes enfants des traitements et thérapies de « changement de sexe » jusqu'à ce qu'ils atteignent l'âge adulte et soient capables de prendre des décisions éclairées. Le décret énonce que dans de nombreux cas, les jeunes enfants soumis à ces traitements ne savent pas que ces procédures peuvent les rendre stériles et incapables d'avoir des enfants une fois adultes.
Le décret renie ce qu'elle qualifie de « Junk science » ce qui concerne les soins pour les personnes transgenres et déclare que les dommages flagrants causés aux enfants par les mutilations chimiques et chirurgicales sous couvert de nécessité médicale, encouragées par les directives de l'Association professionnelle mondiale pour la santé des personnes transgenres (WPATH) qui manque d'intégrité scientifique.
Le décret ordonne également au Département de la Justice de réexaminer l'application par le ministère de la Justice de l'article 116 du titre 18 du Code des États-Unis et de donner la priorité à l'application des protections contre les mutilations génitales féminines, de convoquer les procureurs généraux des États et d'autres agents des forces de l'ordre pour coordonner l'application des lois contre les mutilations génitales féminines dans tous les États et territoires américains ; de donner la priorité aux enquêtes et de prendre les mesures appropriées pour mettre fin à la tromperie des consommateurs, à la fraude et aux violations de la loi Food, Drug and Cosmetic Act par toute entité susceptible d'induire le public en erreur sur les effets secondaires à long terme des mutilations chimiques et chirurgicales ; en consultation avec le Congrès, de travailler à la rédaction, à la proposition et à la promotion d'une législation visant à instaurer un droit d'action privé pour les enfants et les parents d'enfants dont les parties saines du corps ont été endommagées par des professionnels de la santé pratiquant des mutilations chimiques et chirurgicales, qui devrait inclure un long délai de prescription ; et de donner la priorité aux enquêtes et de prendre les mesures appropriées pour mettre fin aux pratiques de maltraitance des enfants par les États refuges (Sanctuary States) qui facilitent le retrait de la garde des parents qui soutiennent le développement sain de leurs propres enfants, notamment en envisageant l'application de la loi sur la prévention des enlèvements parentaux et des droits constitutionnels reconnus.
Le décret ordonne également au secrétaire du Département de la Santé et des Services sociaux des États-Unis, conformément à la loi applicable, de prendre toutes les mesures appropriées pour mettre fin aux mutilations chimiques et chirurgicales des enfants, y compris des mesures réglementaires et sous-réglementaires, qui peuvent impliquer les lois, programmes, sujets et documents suivants : conditions de participation ou de couverture au Medicare ou au Medicaid, évaluations d'abus clinique ou d'utilisation inappropriée pertinentes pour les programmes du Medicaid des États, examens obligatoires sur l'utilisation des médicaments, section 1557 du Patient Protection and Affordable Care Act, mémorandums sur la qualité, la sécurité et la surveillance, exigences essentielles en matière de prestations de santé, et l'ICD-11 (en) et d'autres manuels financés par le gouvernement fédéral, y compris la cinquième édition de Diagnostic and Statistical Manual of Mental Disorders.
Le décret ordonne également au secrétaire du Département de la Santé et des Services sociaux des États-Unis de retirer rapidement le document d'orientation du Département du 2 mars 2022 intitulé « Avis et orientations du HHS sur les soins d'affirmation de genre, les droits civils et la confidentialité des patients » et, en consultation avec le procureur général, de publier de nouvelles orientations protégeant les lanceurs d'alerte qui prennent des mesures pour assurer le respect de ce décret.

## Description
Le décret indique que le gouvernement fédéral américain « ne financera pas, ne parrainera pas, ne favorisera pas, n'aidera pas et ne soutiendra pas la soi-disant « transition » d'un enfant d'un sexe à un autre ». Les dispositions comprennent :
- Réclamer au Département de la Santé et des Services sociaux des États-Unis d'étudier les conditions d’inscription au Medicare, au Medicaid et à l'Affordable Care Act afin de mettre fin à certains soins de réaffirmation de genre[2] ;
- Qualifier de « Junk science » les directives de l'Association professionnelle mondiale pour la santé des personnes transgenres[2] ;
- Ordonner aux agences fédérales qui octroient des subventions fédérales aux établissements médicaux de s’assurer que ces établissements ne pratiquent aucune procédure liée au genre[2] ;
- Qualifier les soins de réaffirmation du genre prodigués aux mineurs de « mutilations chimiques et chirurgicales »[2] ;
- Protéger les lanceurs d’alerte qui signalent des cas d’institutions qui fournissent des soins d'affirmation de genre en violation du décret exécutif[4].

## Contexte

### Politique de Donald Trump
Le sujet transgenre était au cœur de la campagne de Donald Trump de 2024, ayant été la première dépense de spot publicitaire réalisée par l'équipe républicaine, cumulant 120 millions de dollars,,.
La victoire de Donald Trump en novembre inquiète la communauté LGBT et particulièrement celle transgenre, craignant un démantèlement progressif de leurs droits, entre autres l'accès au logement, le changement de genre à l'état civil, etc.,.
Dès le 22 décembre 2024, Trump annonce lors d'un rassemblement vouloir dès le premier jour de son mandat arrêter le « délire transgenre » en affirmant officiellement qu'il n'existait que deux genres tout en interdisant une transition pour les personnes mineures et la présence des personnes transgenres dans l'armée, dans les écoles et dans les compétitions féminines,.
Le 20 janvier 2025, Donald Trump signe le décret visant à « défendre les femmes contre l’extrémisme idéologique de genre et à rétablir la vérité biologique au sein du gouvernement fédéral », l'identité transgenre y est décrit comme une « idéologie ». 
Le 27 janvier, Donald Trump signe un nouveau décret Prioriser l'excellence et la préparation militaires qui caractérise la politique de préparation militaire des États-Unis comme « incompatible avec les contraintes médicales, chirurgicales et de santé mentale imposées aux personnes atteintes de dysphorie de genre » et qu'au-delà de cela, le fait d'être transgenre « entre en conflit avec l'engagement d'un soldat envers un mode de vie honorable, honnête et discipliné, même dans sa vie personnelle ».

### Situation des mineurs transgenres
Il est estimé en 2022 qu'environ 300 000 Américains âgés de 13 à 17 ans s'identifient comme transgenres, et 15 000 Américains âgés de 6 à 17 ans ont eu une hormonothérapie entre 2017 et 2021.

## Analyse
Selon le New York Times, ce décret, combiné de manière cohérente aux précédents décrets relatifs au genre, a pour effet de « placer le gouvernement fédéral en opposition à une grande variété de thérapies liées au genre et à quiconque les sollicite ». Le journal explique par ailleurs que les implications financières de ce décret sont « énormes », puisqu'une large part du budget de beaucoup d'hôpitaux pour la recherche et pour les soins provient de fonds fédéraux, du Medicaid et du Medicare.
KFF Health News (en) explique que ce décret pourrait au-delà du cadre légal désinciter les médecins à fournir et les assurances à couvrir les soins d'affirmation de genre.

## Réactions

### Pour
Selon le New York Times, « Sur les réseaux sociaux, les militants conservateurs ont adopté un ton de célébration. »

### Contre
Les organisations LGBT expriment rapidement leur indignation face à ce décret exécutif perçu comme oppressif et propageant des mensonges sur les traitements d'affirmation de genre.
Kelley Robinson, présidente Human Rights Campaign, déclare : « Il est profondément injuste de jouer avec la vie des gens et de priver les jeunes transgenres, leurs familles et leurs prestataires de soins de la liberté de prendre les décisions nécessaires en matière de soins de santé. »

### Contestations judiciaires
L'ACLU et les avocats généraux de Washington, de l'Oregon et du Minnesota mènent une poursuite judiciaire en février 2025 contre ce décret exécutif, qu'ils considèrent illégal et discriminatoire.
En réponse à cette poursuite, une semaine plus tard deux juges fédéraux stoppent le décret présidentiel jusqu'à la conclusion de la poursuite judiciaire.

## Conséquences

### Conséquences intérieures
Les hôpitaux Denver Health Medical Center, VCU Medical Center (en), Children's National Hospital (en) et NYU Langone Health (en) n'effectuent plus de chirurgie et/ou d'hormonothérapie pour les personnes de moins de 19 ans dès janvier de peur de ne plus recevoir de fonds de la part de l’État,. Certains hôpitaux refusent néanmoins de stopper les traitements malgré l'ordre exécutif.

### Conséquences internationales
La décision de Donald Trump incite l'Argentine à interdire les traitements d'affirmation de genre pour les personnes mineures.